# Montaż równoległy
Montaż równoległy – metoda montażu filmowego i filmowa technika narracyjna polegająca na przeplataniu ze sobą dwóch serii ujęć, przedstawiających dwie sytuacje lub czynności, dziejące się w tym samym czasie, ale w różnych miejscach (przy czym zazwyczaj obie sytuacje splatają się ostatecznie i uzyskują rozwiązanie w tym samym miejscu i czasie). Jest to jedna z najstarszych metod montażu i jednocześnie jedna z najpopularniejszych technik narracyjnych w filmie.
Bywa często wykorzystywana w westernie, thrillerze, filmie gangsterskim czy horrorze i może być np. używana do przedstawiania scen pościgu (naprzemienne ukazywanie ścigającego i uciekającego). Specyficzną odmianą montażu równoległego jest technika narracyjna nazywana ocaleniem w ostatniej chwili.
Montaż równoległy uniezależnia narrację od tylko jednego punktu widzenia oraz pozwala widzowi na wyciąganie wniosków dotyczących obu przeplatanych sytuacji.